# اللغة السلوفاكية
اللغة السلوفاكية (slovenčina) هي إحدى اللغات السلافية الغربية. يتحدث بها معظم سكان سلوفاكيا والسلوفاكيين في جميع أنحاء العالم أي أن هناك حوالي 6 ملايين شخص يتحدثون السلوفاكية كلغة أم. السلوفاكية قريبة جدا من التشيكية وبدرجة أقل للبولندية واللغة الصوربية لإقليم لوساتيا في ألمانيا.